# Freak Out!
Freak Out! – debiutancki album prowadzonej przez Franka Zappę grupy The Mothers of Invention, wydany 27 czerwca 1966 roku przez MGM/Verve. Satyra na muzykę rockową i USA lat 60.; jeden z pierwszych albumów koncepcyjnych i podwójnych albumów w historii.
Muzyka zawarta na Freak Out! obejmuje zakres od rhythm and bluesa, doo wopu i standardowego, wywodzącego się z bluesa rocka, aż po orkiestrowe aranżacje i awangardowe kolaże dźwiękowe.
W 2003 album został sklasyfikowany na 243. miejscu listy 500 albumów wszech czasów magazynu Rolling Stone.

## Lista utworów
Wszystkie utwory napisał Frank Zappa.

### Strona pierwsza
| 1. | "Hungry Freaks, Daddy"               | 3:30  |
|    |                                      |       |
| 2. | "I Ain't Got No Heart"               | 2:35  |
|    |                                      |       |
| 3. | "Who Are the Brain Police?"          | 3:33  |
|    |                                      |       |
| 4. | "Go Cry on Somebody Else's Shoulder" | 3:41  |
|    |                                      |       |
| 5. | "Motherly Love"                      | 2:45  |
|    |                                      |       |
| 6. | "How Could I Be Such a Fool?"        | 2:13  |
|    |                                      |       |
|    |                                      | 18:17 |
|    |                                      |       |

### Strona druga
| 1. | "Wowie Zowie"                            | 2:53  |
|    |                                          |       |
| 2. | "You Didn't Try to Call Me"              | 3:18  |
|    |                                          |       |
| 3. | "Any Way the Wind Blows"                 | 2:55  |
|    |                                          |       |
| 4. | "I'm Not Satisfied"                      | 2:38  |
|    |                                          |       |
| 5. | "You're Probably Wondering Why I'm Here" | 3:38  |
|    |                                          |       |
|    |                                          | 15:22 |
|    |                                          |       |

### Strona trzecia
| 1. | "Trouble Every Day"                                                              | 5:50  |
|    |                                                                                  |       |
| 2. | "Help, I'm a Rock"                                                               | 8:39  |
|    | a. "Okay to Tap Dance" b. "In Memoriam, Edgard Varèse" c. "It Can't Happen Here" |       |
|    |                                                                                  | 14:29 |
|    |                                                                                  |       |

### Strona czwarta
| 1. | "The Return of the Son of Monster Magnet" (Unfinished Ballet in Two Tableaux)      | 12:19 |
|    | a. "Ritual Dance of the Child-Killer" b. "Nullis Pretii (No commercial potential)" |       |
|    |                                                                                    | 12:19 |
|    |                                                                                    |       |

## Twórcy
Mothers of Invention
- Frank Zappa – gitara, harmonijka, dyrygent, karatale, tamburyn, wokal
- Jimmy Carl Black – perkusja, instrumenty perkusyjne, wokal
- Ray Collins – harmonijka, karatale, efekty dźwiękowe, tamburyn, wokal
- Elliot Ingber – prowadząca i rytmiczna gitara
- Roy Estrada – gitara basowa, wokal, hiszpańska gitara, sopran

Dodatkowi muzycy
- Gene Estes – perkusja
- Eugene Di Novi – pianio
- Neil Le Vang – gitara
- John Rotella – klarnet, saksofon
- Kurt Reher – wiolonczela
- Raymond Kelley – wiolonczela
- Paul Bergstrom – wiolonczela
- Emmet Sargeant – wiolonczela
- Joseph Saxon – wiolonczela
- Edwin V. Beach – wiolonczela
- Arthur Maebe – waltornia, tuba
- George Price – waltornia
- John Johnson – tuba
- Carol Kaye – 12-strunowa gitara
- Virgil Evans – trąbka
- David Wells – puzon
- Kenneth Watson – perkusja
- Plas Johnson – saksofon, flet
- Roy Caton – kopista
- Carl Franzoni – głos
- Mac Rebennack – pianino
- Les McCann – pianino

## Listy przebojów

### Album
| Rok  | Lista                    | Pozycja |
| ---- | ------------------------ | ------- |
| 1966 | Billboard. Albumy popowe | 130     |